# 三名村
三名村（さんみょうそん）は、徳島県三好郡にあった村。現在の三好市山城町上名・山城町下名・山城町西宇にあたる。

## 地理
- 山岳 ： 黒滝山、野鹿池山
- 河川 ： 吉野川、藤川谷川

## 歴史
- 1889年（明治22年）10月1日 - 町村制の施行により、上名村・下名村・西宇村の区域をもって発足。
- 1956年（昭和31年）9月30日 - 山城谷村に編入、即日改称して山城町となる。同日三名村廃止。

## 交通

### 鉄道路線
- 日本国有鉄道
  - 土讃本線（現・土讃線）
    - 小歩危駅

### 道路
- 国道32号

## 名所・旧跡・観光スポット・祭事・催事
- 大歩危
- 小歩危